# 絶対に働きたくないダンジョンマスターが惰眠をむさぼるまで
『絶対に働きたくないダンジョンマスターが惰眠をむさぼるまで』（ぜったいにはたらきたくないダンジョンマスターがだみんをむさぼるまで）は、鬼影スパナによる日本のライトノベル。イラストはよう太が担当している。WEB版は小説家になろうにて2015年4月から連載中で、書籍版はオーバーラップ文庫より2016年4月から2022年6月まで刊行された。シリーズ累計は2021年4月時点で40万部を突破している。
メディアミックスとして、七六が作画を担当するコミカライズがウェブコミック配信サイト『コミックガルド』（オーバーラップ）にて2018年7月から連載開始されたが、アプリ版『コミックガルド＋』（同社）の提供開始後からは最新話はこちらで配信されている。

## あらすじ
だらだらと日々を過ごしていた青年増田桂馬は、あるとき異世界のダンジョンにモンスターとして召喚され、ダンジョンコアの化身である少女ロクコと出会う。偶然そのダンジョンのマスター権を得た桂馬はこれで働かなくてもいいと喜ぶが、すでにダンジョンは山賊によって制圧済みであり、ダンジョンコアが破壊されるとマスターも死ぬとロクコに告げられ、やむをえず問題の打開に臨む。

## 登場人物
増田桂馬（ますだ けいま）
本作の主人公。怠惰な青年。
ロクコ
第695番ダンジョンコア。「ロクコ」の名前は桂馬によって命名された。

## 評価
ラノベニュースオンラインアワード2019年3月刊では本作の書籍10巻が総合部門と笑った部門に選出された。2020年6月刊では書籍13巻が笑った部門に選出された。2020年11月刊では書籍14巻が総合部門と笑った部門に選出された。2021年11月刊では書籍16巻が総合部門に選出された。

## 既刊一覧

### 小説
- 鬼影スパナ（著）・よう太（イラスト） 『絶対に働きたくないダンジョンマスターが惰眠をむさぼるまで』 オーバーラップ〈オーバーラップ文庫〉、全17巻
  1. 2016年4月25日発売[7]、ISBN 978-4-86554-118-2
  2. 2016年7月25日発売[8]、ISBN 978-4-86554-141-0
  3. 2016年11月25日発売[9]、ISBN 978-4-86554-172-4
  4. 2017年2月25日発売[10]、ISBN 978-4-86554-195-3
  5. 2017年6月25日発売[11]、ISBN 978-4-86554-231-8
  6. 2017年11月25日発売[12]、ISBN 978-4-86554-284-4
  7. 2018年3月25日発売[13]、ISBN 978-4-86554-325-4
  8. 2018年7月25日発売[14]、ISBN 978-4-86554-377-3
  9. 2018年11月25日発売[15]、ISBN 978-4-86554-417-6
  10. 2019年3月25日発売[16]、ISBN 978-4-86554-465-7
  11. 2019年8月25日発売[17]、ISBN 978-4-86554-535-7
  12. 2020年1月25日発売[18]、ISBN 978-4-86554-600-2
  13. 2020年6月25日発売[19]、ISBN 978-4-86554-679-8
  14. 2020年11月25日発売[20]、ISBN 978-4-86554-783-2
  15. 2021年5月25日発売[21]、ISBN 978-4-86554-911-9
  16. 2021年11月25日発売[22]、ISBN 978-4-8240-0045-3
  17. 2022年6月25日発売[23]、ISBN 978-4-8240-0212-9

### 漫画
- 七六（漫画）・鬼影スパナ（原作）・よう太（キャラクター原案） 『絶対に働きたくないダンジョンマスターが惰眠をむさぼるまで』 オーバーラップ〈ガルドコミックス〉、既刊12巻（2025年7月25日現在）
  1. 2019年3月25日発売[24][25]、ISBN 978-4-86554-467-1
  2. 2019年8月25日発売[26]、ISBN 978-4-86554-538-8
  3. 2020年2月25日発売[27]、ISBN 978-4-86554-618-7
  4. 2020年11月25日発売[28]、ISBN 978-4-86554-793-1
  5. 2021年4月25日発売[29]、ISBN 978-4-86554-896-9
  6. 2021年11月25日発売[30]、ISBN 978-4-8240-0053-8
  7. 2022年6月25日発売[31]、ISBN 978-4-8240-0221-1
  8. 2023年1月25日発売[32]、ISBN 978-4-8240-0401-7
  9. 2023年8月25日発売[33]、ISBN 978-4-8240-0595-3
  10. 2024年3月25日発売[34]、ISBN 978-4-8240-0778-0
  11. 2024年10月25日発売[35]、ISBN 978-4-8240-0981-4
  12. 2025年7月25日発売[36]、ISBN 978-4-8240-1278-4